# 대한민국 형사소송법 제301조의2
대한민국 형사소송법 제301조의2는 간이공판절차결정의 취소와 공판절차의 갱신에 대한 형사소송법의 조문이다.

## 조문
제301조의2(간이공판절차결정의 취소와 공판절차의 갱신)제286조의2의 결정이 취소된 때에는 공판절차를 갱신하여야 한다. 단, 검사, 피고인 또는 변호인이 이의가 없는 때에는 그러하지 아니하다.
[본조신설 1973.1.25.]

## 참고 문헌
- 손동권 신이철, 새로운 형사소송법(초판, 2013), 세창, 2013. ISBN 9788984114081